# Операция «Red Dawn»
Операция «Красный Рассвет» (англ. Operation Red Dawn) — специальная операция американских сил специальных операций с помощью регулярных формирований американской армии, которая проводилась 13 декабря 2003 года, с целью поиска и захвата иракского президента Саддама Хусейна в городе Эд-Даур.
Операция получила название «Красный рассвет» в честь одноимённого фильма 1984 года с участием известного актёра Патрика Суэйзи. Проведение операции осуществлялось силами 1-й бригадной боевой группы полковника Джеймса Хиккея из состава 4-й пехотной дивизии под командованием генерал-майора Раймонда Одиерно и отборной команды сил спецопераций США — Оперативной группы 121. В результате полученной разведывательной информации комбинированная группа американских вооруженных сил осуществляла розыск в пригородах Эд-Дауру, так называемых районах «Росомаха-1» и «Росомаха-2», однако тщательные поиски беглого Саддама Хусейна были напрасными. И только дальнейшее пристальное внимание между двумя этими районами дали результат — президент Ирака скрывался в «лисьей норе», откуда примерно в 20:30 его вытащили американские солдаты. Сопротивления со стороны Саддама Хусейна не поступало.

## Ход операции
Операция «Красный рассвет» проводилась под командованием высшего американского руководства, когда была получена надежная разведывательная информация о двух вероятных мест укрытий беглого президента Ирака. Обе регионы возможного укрытия были расположены вблизи иракского города Эд-Даур, которым в контексте названия операции присвоили условные наименования «Росомаха-1» и «Росомаха-2», как в известном фильме. Для проведения тщательных поисковых действий командования американскими оккупационными силами в Ираке выделило значительный компонент — 1-ю бригадную боевую группу полковника Джеймса Хиккея 4-й пехотной дивизии под командованием генерал-майора Раймонда Одиерно, что выполняла боевые задачи в прилегающей зоне ответственности и элитную команду сил спецопераций США — Оперативную группу 121 — группу, которая целенаправленно формировалась с задачей поимки или уничтожения иракского президента Саддама Хусейна.
На обыск определённых мест привлекалось около 600 солдат из подразделений пехоты, разведки, артиллерии, армейской авиации, инженерных войск и сил спецопераций. В течение длительного времени они обыскивали множество зданий, помещений, подвалов и тому подобное, но все попытки найти Саддама Хусейна были напрасными. Вскоре сектор розыска расширили, куда включили ещё ряд подозрительных районов и городков, и начали обыски по новой.
В результате поисковой работы американцы вышли на один небольшой глинобитный дом, огражденный высокими стенами по периметру и металлическим прищуром (34°28′24″ с. ш. 43°46′54″ в. д.), и обнаружили Саддама Хусейна, скрывающегося в подвале. Когда его вытащили оттуда, он не сопротивлялся, а только объявил: «Я Саддам Хусейн, президент Ирака, и я готов к переговорам».
С объявлением американской администрацией о захвате Саддама Хусейна, что скрывался в течение более чем полугода от оккупационных войск и новой иракской власти, много шиитов и иракских курдов устроили публичное празднование события. С другой стороны, на суннитской стороне, за несколько часов после объявления о захвате президента, вблизи полицейского участка в Эль-Халдей в Анбаре раздался взрыв автомобиля, начиненного взрывчатым веществом. В результате теракта погибло 10 иракцев и ещё 20 ранено, подавляющее большинство пострадавших — полицейские.

## Другая версия
Существует другая версия развития событий.
Согласно ей, Саддам был арестован 12 декабря 2003 года — он забаррикадировался в двухэтажном доме откуда вел огонь из пистолета и успел убить американского пехотинца. После чего в дом вошли ливанец и марокканец, сказав ему, что сопротивление бесполезно. Саддам ответил: «Если бы вы были американцами, я бы выстрелил в вас» и бросил оружие. 

Данную версию в марте 2005 года рассказал ливанец Надим Абу Рабих.